# Forte do Zambujal
O Forte do Zambujal, também designado de Forte das Casas Velhas, localiza-se na freguesia da Carvoeira, no Município de Mafra, Distrito de Lisboa, em Portugal. Integra a segunda das chamadas Linhas de Torres.
Situa-se na extremidade Oeste da segunda linha, na Serra Gorda, em posição sobranceira ao rio Lisandro e à sua afluente, a ribeira da Vidigueira. Aproveitando uma elevação do terreno, dominava a região envolvente e a estrada que ligava Ericeira a Belas, passando pela Carvoeira.
No contexto da Guerra Peninsular tinha como função a defesa das praias da foz do rio Lisandro e de São Julião apoiando a frota inglesa e o controlo da estrada entre Ericeira e Sintra. Em articulação com os restantes redutos da Carvoeira, deveria cobrir uma eventual retirada luso-britânica pela foz do Lisandro e a estrada da Carvoeira.
Em 2009 tiveram lugar trabalhos de escavação arqueológica que permitiram definir a planta da fortificação e analisar as técnicas construtivas utilizadas nas estruturas em terra (traveses) e nas estruturas em madeira (paliçada e plataforma), realizados pelo Gabinete de Arqueologia da Câmara Municipal de Mafra. Nesse mesmo ano, a Câmara Municipal de Mafra procedeu trabalhos de conservação e restauro que permitiram a estabilização da erosão e a recuperação das estruturas derrubadas, com fundos dos Mecanismos Financeiros do Espaço Económico Europeu e da Noruega.
Foi declarado, juntamente com todo o conjunto das fortificações das Linhas de Torres Vedras, património nacional pela Direção-Geral do Património Cultural (DGPC) no dia 1 de Março de 2018, sendo classificado como Monumento Nacional em 21 de Março de 2019.

## Características

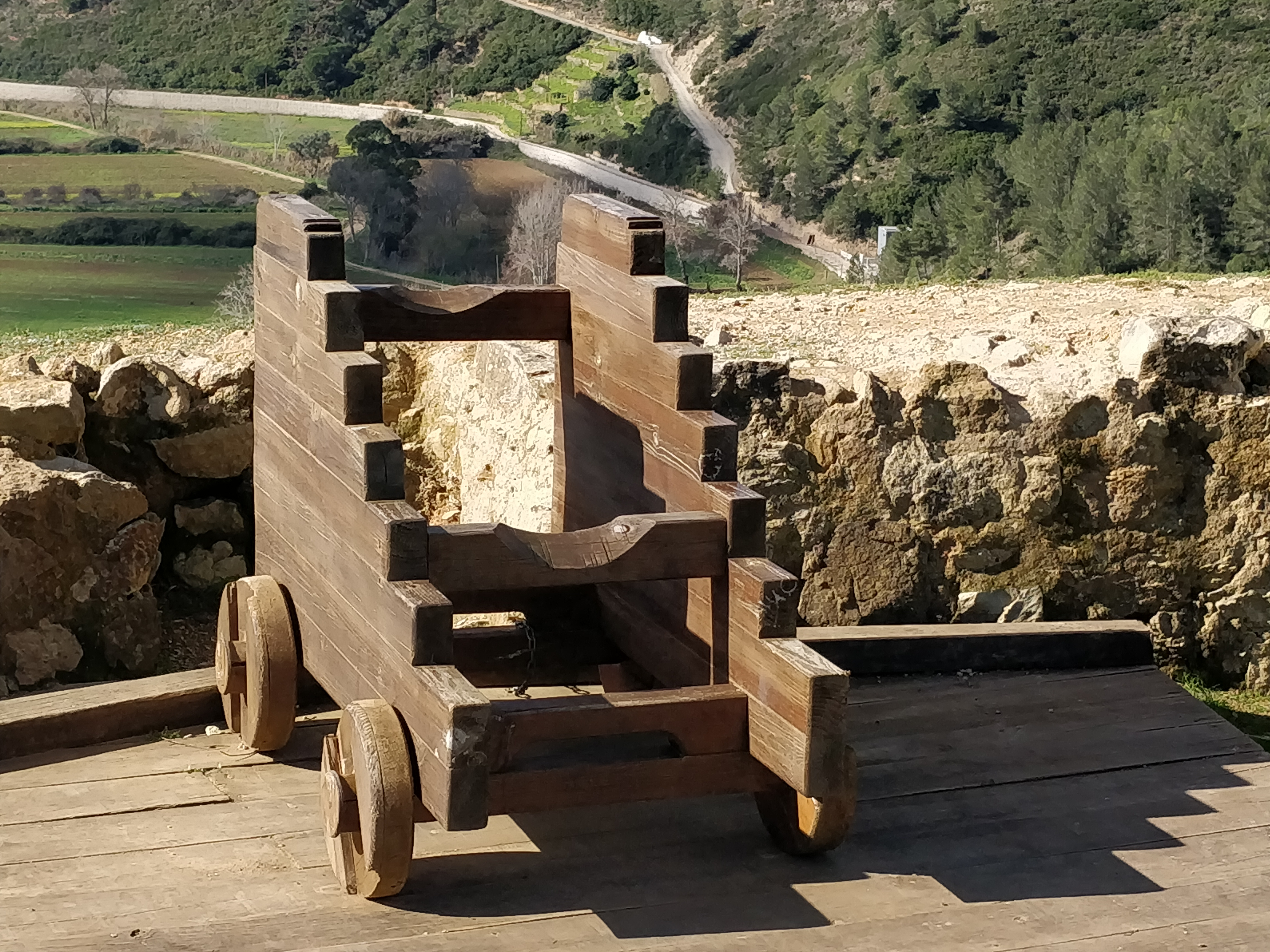
Bastião
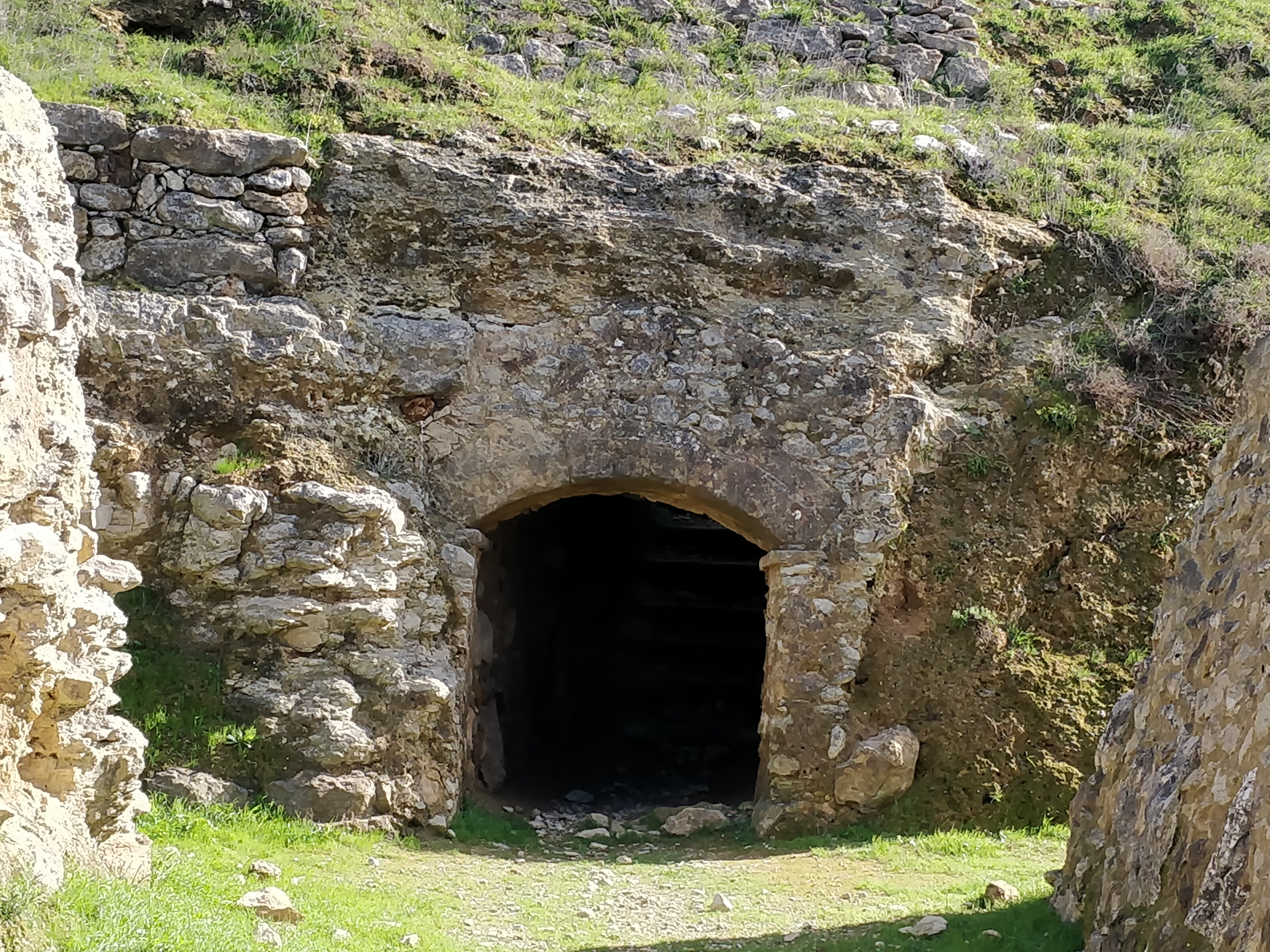
Túnel
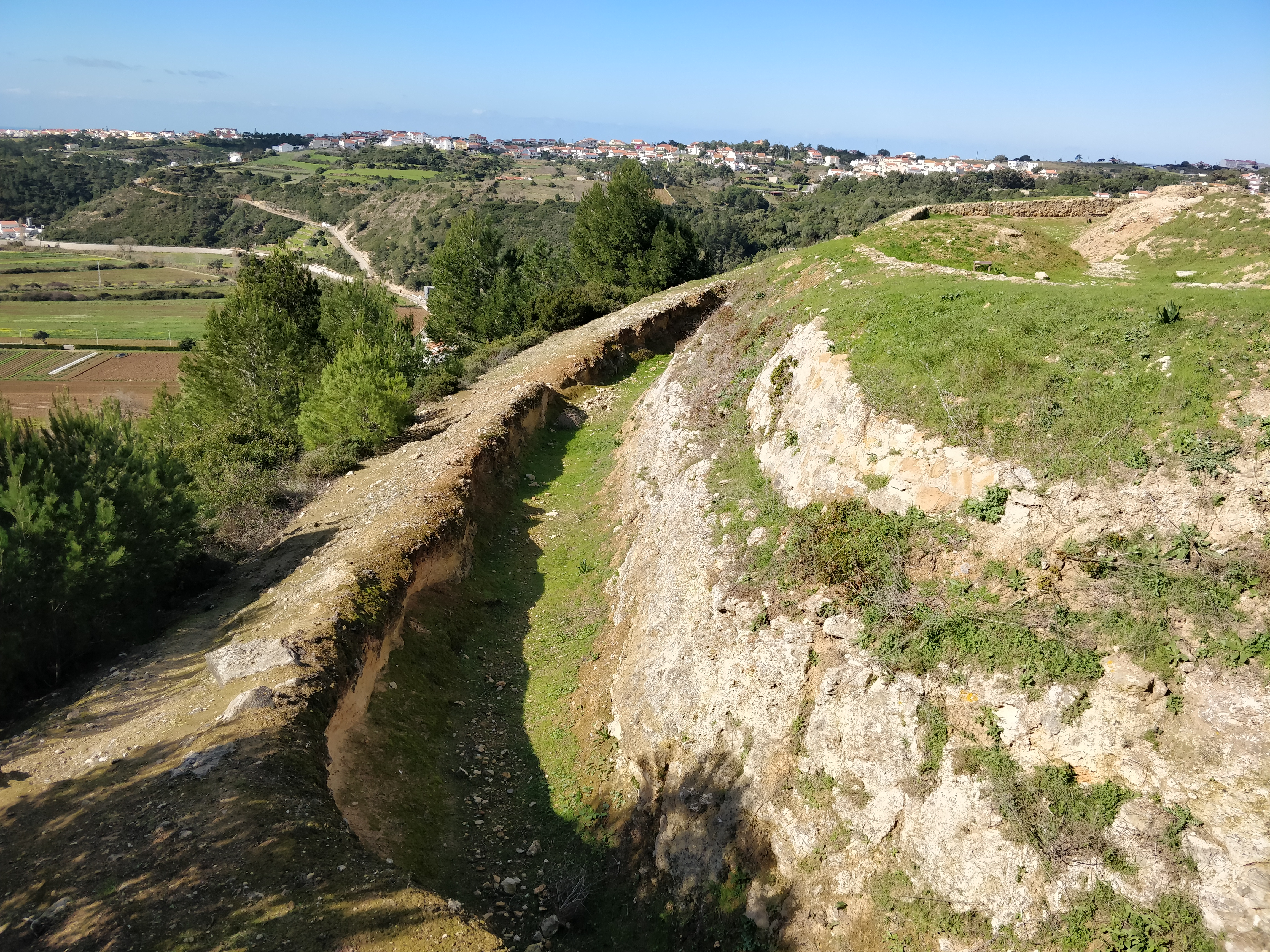
Fosso

Apresenta planta compósita, constituída por um reduto principal de planta quadrangular (adaptado ao terreno) e ligado por um túnel a uma segunda estrutura, que deverá ter funcionado como plataforma de tiro ou de observação. Toda a área se encontra delimitada por um fosso.
Evidenciam-se três elementos construtivos:
- Um reduto central de planta hexagonal irregular com um fosso seco, escavado na rocha, que envolve toda a estrutura;
- Um baluarte avançado onde eram dispostas as bocas-de-fogo; e
- Ligação entre o reduto e a bateria através de um túnel escavado na rocha e de um fosso.
No interior do reduto localizam-se o paiol e alguns traveses, elevações em terra para protecção do fogo inimigo.